# Lijst van voetbalinterlands Italië - Verenigde Staten
Deze lijst van voetbalinterlands is een overzicht van alle officiële voetbalwedstrijden tussen de nationale teams van Italië en de Verenigde Staten. De landen hebben tot op heden elf keer tegen elkaar gespeeld. De eerste wedstrijd, een achtste finale tijdens het Wereldkampioenschap voetbal 1934, was op 27 mei 1934 in Rome. De laatste confrontatie, een vriendschappelijke wedstrijd, vond plaats op 20 november 2018 in Genk (België).

## Wedstrijden
| №  | Plaats         | Datum            | Competitie                   | Wedstrijd                 | Uitslag |
| -- | -------------- | ---------------- | ---------------------------- | ------------------------- | ------- |
| 1  | Rome           | 27 mei 1934      | WK 1934                      | Italië – Verenigde Staten | 7 – 1   |
| 2  | Berlijn        | 3 augustus 1936  | OS 1936                      | Italië – Verenigde Staten | 1 – 0   |
| 3  | Londen         | 2 augustus 1948  | OS 1948                      | Italië – Verenigde Staten | 9 – 0   |
| 4  | New York       | 30 mei 1984      | Vriendschappelijk            | Verenigde Staten – Italië | 0 – 0   |
| 5  | Rome           | 14 juni 1990     | WK 1990                      | Italië – Verenigde Staten | 1 – 0   |
| 6  | Chicago        | 6 juni 1992      | Vriendschappelijk            | Verenigde Staten – Italië | 1 – 1   |
| 7  | Catania        | 13 februari 2002 | Vriendschappelijk            | Italië – Verenigde Staten | 1 – 0   |
| 8  | Kaiserslautern | 17 juni 2006     | WK 2006                      | Verenigde Staten – Italië | 1 – 1   |
| 9  | Pretoria       | 15 juni 2009     | FIFA Confederations Cup 2009 | Verenigde Staten – Italië | 1 – 3   |
| 10 | Genua          | 29 februari 2012 | Vriendschappelijk            | Italië – Verenigde Staten | 0 – 1   |
| 11 | Genk           | 20 november 2018 | Vriendschappelijk            | Italië – Verenigde Staten | 1 – 0   |

## Samenvatting
| Competitie              | Totaal gespeeld | Winst Italië | Gelijk | Winst Verenigde Staten | Doelsaldo Italië – Verenigde Staten |
| ----------------------- | --------------- | ------------ | ------ | ---------------------- | ----------------------------------- |
| WK-eindronde            | 3               | 2            | 1      | 0                      | 9 − 2                               |
| FIFA Confederations Cup | 1               | 1            | 0      | 0                      | 3 − 1                               |
| Olympische Spelen       | 2               | 2            | 0      | 0                      | 10 − 0                              |
| Vriendschappelijk       | 5               | 2            | 2      | 1                      | 3 − 2                               |
| Totaal                  | 11              | 7            | 3      | 1                      | 25 − 5                              |

## Details

### Eerste ontmoeting
| WK 1934 (Rome, Italië, 27 mei 1934): |              | |
| Italië | 7 – 1        | Verenigde Staten |
| Angelo Schiavio 18' Raimundo Orsi 20' Angelo Schiavio 29' Giovanni Ferrari 63' Angelo Schiavio 64' Raimundo Orsi 69' Giuseppe Meazza 90'                                     | goals        | 57' Aldo Donelli |
| Vittorio Pozzo | bondscoach   | David Gould |
| Gianpiero Combi Virginio Rosetta Luigi Allemandi Mario Pizziolo Luis Monti Luigi Bertolini Anfilogino Guarisi Giuseppe Meazza Angelo Schiavio Giovanni Ferrari Raimundo Orsi | opstellingen | Julius Hjulian Edward Czerkiewicz George Moorhouse Peter Pietras William Gonsalves Thomas Florie Francis Ryan Werner Nilsen Aldo Donelli Walter Dick William McLean |

### Tweede ontmoeting
| OS 1936 (Berlijn, Duitsland, 3 augustus 1936): |              | |
| Italië | 1 – 0        | Verenigde Staten |
| Annibale Frossi 58' | goals        | |
| Vittorio Pozzo | bondscoach   | Elmer Schroeder |
| Bruno Venturini Alfredo Foni Pietro Rava Giuseppe Baldo Achille Piccini Ugo Locatelli Annibale Frossi Libero Marchini Luigi Scarabello Carlo Biagi Giulio Cappelli | opstellingen | Francis Bartkus Charles Altemost James Crockett Bill Fiedler Andrew Gajda Frank Greinert Friedel Luftkefeeder George Nemchick Peter Pietras Francis Ryan Ferdinand Zbilowski |
| Pietro Rava 53' | rode kaarten | |

### Derde ontmoeting
| OS 1948 (Brentford, Verenigd Koninkrijk, 2 augustus 1948): |       |                  |
| Italië | 9 – 0 | Verenigde Staten |
| Francesco Pernigo 2' Adone Stellin 25' (pen.) Angelo Turconi 46' Francesco Pernigo 57' Emidio Cavigioli 72' Emidio Cavigioli 87' Francesco Pernigo 88' Emilio Caprile 89' Francesco Pernigo 90' | goals |                  |

### Zesde ontmoeting
| Vriendschappelijk (Chicago, Verenigde Staten, 6 juni 1992):                                                                                         |              | |
| Verenigde Staten | 1 – 1        | Italië |
| John Harkes 23' | goals        | 2' Roberto Baggio |
| Bora Milutinović | bondscoach   | Arrigo Sacchi |
| Tony Meola Paul Caligiuri Marcelo Balboa John Doyle Thomas Dooley Brian Quinn Tab Ramos 86' John Harkes Bruce Murray 46' Roy Wegerle Hugo Perez 85' | opstellingen | Luca Marchegiani Franco Baresi Paolo Maldini Moreno Mannini 65' Roberto Galia 74' Alessandro Bianchi 46' Riccardo Ferri Roberto Donadoni Giuseppe Signori Pierluigi Casiraghi 74' Roberto Baggio |
| Fernando Clavijo 46' Earnest Stewart 85' Janusz Michallik 86'                                                                                       | wissels      | 46' Alberto Di Chiara 65' Luca Fusi 74' Attilio Lombardo 74' Gianluca Vialli |
| - Debuut van Luca Marchegiani (Torino) voor Italië.                                                                                                 |              | |

### Zevende ontmoeting
| Vriendschappelijk (Catania, Italië, 13 februari 2002): |              | |
| Italië | 1 – 0        | Verenigde Staten |
| Alessandro Del Piero 62' | goals        | |
| Giovanni Trapattoni | bondscoach   | Bruce Arena |
| Francesco Toldo Francesco Coco Mark Iuliano Fabio Cannavaro 82' Marco Materazzi Antonino Asta 46' Damiano Tomassi 75' Cristiano Zanetti Francesco Totti 46' Christian Vieri 46' Marco Di Vaio 46' | opstellingen | Brad Friedel 59' Tony Sanneh Gregg Berhalter Jeff Agoos David Regis John O'Brien Chris Armas 80' Claudio Reyna Earnest Stewart 65' Landon Donovan 79' Joe-Max Moore |
| Alessandro Del Piero 46' Massimo Marazzina 46' Cristiano Doni 46' Gennaro Gattuso 75' Luigi Sartor 82'                                                                                            | wissels      | 59' Frankie Hejduk 65' Josh Wolff 79' Jovan Kirovski 80' Eddie Lewis                                                                                                |
| Marco Materazzi 58' Gennaro Gattuso 90' | gele kaarten | |
| - Debuut van Antonino Asta (Torino) en Massimo Marazzina (AC Chievo) voor Italië. |              | |

### Achtste ontmoeting
| WK 2006 (Kaiserslautern, Duitsland, 17 juni 2006): |              | |
| Italië | 1 – 1        | Verenigde Staten |
| Alberto Gilardino 22' | goals        | 27' (e.d.) Cristian Zaccardo |
| Marcello Lippi | bondscoach   | Bruce Arena |
| Gianluigi Buffon Cristian Zaccardo 54' Daniele De Rossi Fabio Cannavaro Luca Toni 61' Francesco Totti 35' Alberto Gilardino Alessandro Nesta Gianluca Zambrotta Simone Perrotta Andrea Pirlo | opstellingen | Kasey Keller Carlos Bocanegra Pablo Mastroeni Steven Cherundolo 62' Clint Dempsey Claudio Reyna 52' Bobby Convey Brian McBride Landon Donovan Oguchi Onyewu Eddie Pope |
| Gennaro Gattuso 35' Alessandro Del Piero 54' Vincenzo Iaquinta 61' | wissels      | 52' Jimmy Conrad 62' DaMarcus Beasley |
| Francesco Totti 5' Gianluca Zambrotta 70' | gele kaarten | |
| Daniele De Rossi 28' | rode kaarten | 45' Pablo Mastroeni 21', 47' Eddie Pope |

### Negende ontmoeting
| FIFA Confederations Cup 1999 (Tshwane/Pretoria, Zuid-Afrika, 15 juni 2009):                                                                                                   |              | |
| Verenigde Staten | 1 – 3        | Italië |
| Landon Donovan 41' (pen.) | goals        | 58' Giuseppe Rossi 72' Daniele De Rossi 90+4' Giuseppe Rossi |
| Bob Bradley | bondscoach   | Marcello Lippi |
| Tim Howard Jonathan Spector Oguchi Onyewu Jay DeMerit Jonathan Bornstein 86' Benny Feilhaber 72' Ricardo Clark Michael Bradley Clint Dempsey Landon Donovan Jozy Altidore 66' | opstellingen | Gianluigi Buffon Gianluca Zambrotta Nicola Legrottaglie Giorgio Chiellini Fabio Grosso 57' Gennaro Gattuso Andrea Pirlo Daniele De Rossi 56' Mauro Camoranesi Alberto Gilardino 69' Vincenzo Iaquinta |
| Charlie Davies 66' DaMarcus Beasley 72' Sacha Kljestan 86' | wissels      | 56' Riccardo Montolivo 57' Giuseppe Rossi 69' Luca Toni |
| Jonathan Bornstein 20' | gele kaarten | 10' Nicola Legrottaglie 36' Fabio Grosso |
| Ricardo Clark 33' | rode kaarten | |

### Tiende ontmoeting
| Vriendschappelijk (Genua, Italië, 29 februari 2012): |              | |
| Italië | 0 – 1        | Verenigde Staten |
| | goals        | 55' Clint Dempsey |
| Cesare Prandelli | bondscoach   | Jürgen Klinsmann |
| Gianluigi Buffon Andrea Barzagli Angelo Ogbonna Domenico Criscito 46' Andrea Pirlo Thiago Motta 58' Christian Maggio 71' Antonio Nocerino 46' Claudio Marchisio 71' Sebastian Giovinco Alessandro Matri 58' | opstellingen | Tim Howard Carlos Bocanegra Clarence Goodson 77' Fabian Johnson 73' Brek Shea Steven Cherundolo 90+3' Clint Dempsey Michael Bradley Maurice Edu 79' Jozy Altidore Daniel Williams |
| Riccardo Montolivo 46' Giorgio Chiellini 46' Giampaolo Pazzini 58' Fabio Borini 58' Ignazio Abate 71' Daniele De Rossi 71'                                                                                  | wissels      | 73' Sacha Kljestan 77' Jonathan Spector 79' Terrence Boyd 90+3' Edson Buddle |
| Giorgio Chiellini 66' | gele kaarten | 68' Carlos Bocanegra |
| - Debuut van Fabio Borini (AS Roma) voor Italië. |              | |

FIGC · A-internationals · Selecties · Bondscoaches · Italiaans vrouwenelftal · Olympisch elftal · Italië U21 · Italië U20 · Italië U19 · Italië U18 · Italië U17 · Italië U16 · Vrouwen U17
1910 – 1919 ·
1920 – 1929 ·
1930 – 1939 ·
1940 – 1949 ·
1950 – 1959 ·
1960 – 1969 ·
1970 – 1979 ·
1980 – 1989 ·
1990 – 1999 ·
2000 – 2009 ·
2010 – 2019 ·
2020 − 2029
EK's: 1968 · 
1980 · 
1988 · 
1996 · 
2000 · 
2004 · 
2008 · 
2012 · 
2016 ·
2020 ·
2024
WK's: 1934 · 
1938 · 
1950 · 
1954 · 
1962 · 
1966 · 
1970 · 
1974 · 
1978 · 
1982 · 
1986 · 
1990 · 
1994 · 
1998 · 
2002 · 
2006 · 
2010 · 
2014
OS: 1912 · 
1920 · 
1924 · 
1928 · 
1936 · 
1948 · 
1952 · 
1960 · 
1984 · 
1988 · 
1992 · 
1996 · 
2000 · 
2004 · 
2008
1911 · 
1912 · 
1913 · 
1914 · 
1915 · 
1916 · 1917 · 1918 · 1919 · 
1920 · 
1921 · 
1922 · 
1923 · 
1924 · 
1925 · 
1926 · 
1927 · 
1928 · 
1929 · 
1930 · 
1931 · 
1932 · 
1933 · 
1934 · 
1935 · 
1936 · 
1937 · 
1938 · 
1939 · 
1940 · 
1941 · 
1942 · 
1943 · 1944 · 
1945 · 
1946 · 
1947 · 
1948 · 
1949 · 
1950 · 
1952 · 
1952 · 
1953 · 
1954 · 
1955 · 
1956 · 
1957 · 
1958 · 
1959 · 
1960 · 
1961 · 
1962 · 
1963 · 
1964 · 
1965 · 
1966 · 
1967 · 
1968 · 
1969 · 
1970 · 
1971 · 
1972 · 
1973 · 
1974 · 
1975 · 
1976 · 
1977 · 
1978 · 
1979 · 
1980 · 
1981 · 
1982 · 
1983 · 
1984 · 
1985 · 
1986 · 
1987 · 
1988 · 
1989 · 
1990 ·
1991 · 
1992 · 
1993 · 
1994 · 
1995 · 
1996 · 
1997 · 
1998 · 
1999 · 
2000 · 
2001 · 
2002 · 
2003 · 
2004 · 
2005 · 
2006 · 
2007 · 
2008 · 
2009 · 
2010 · 
2011 · 
2012 · 
2013 · 
2014 · 
2015 · 
2016 · 
2017 ·
2018 ·
2019 ·
2020 ·
2021 ·
2022 ·
2023 ·
2024
Albanië ·
Algerije ·
Argentinië ·
Armenië ·
Australië ·
Azerbeidzjan ·
België ·
Bosnië en Herzegovina ·
Brazilië ·
Bulgarije ·
Canada ·
Chili ·
China ·
Costa Rica ·
Cyprus ·
DDR ·
Denemarken ·
Duitsland ·
Ecuador ·
Egypte ·
Engeland ·
Estland ·
Faeröer ·
Finland ·
Frankrijk ·
Georgië ·
Ghana ·
Griekenland ·
Haïti ·
Hongarije ·
Ierland ·
IJsland ·
Israël ·
Ivoorkust ·
Japan ·
Joegoslavië ·
Kameroen ·
Kroatië ·
Liechtenstein · 
Litouwen ·
Luxemburg ·
Malta ·
Marokko ·
Mexico ·
Moldavië ·
Montenegro ·
Nederland ·
Nieuw-Zeeland ·
Nigeria ·
Noord-Ierland ·
Noord-Korea ·
Noord-Macedonië ·
Noorwegen ·
Oekraïne ·
Oostenrijk ·
Paraguay ·
Peru ·
Polen ·
Portugal ·
Roemenië ·
Rusland ·
San Marino ·
Saoedi-Arabië ·
Schotland ·
Servië ·
Servië en Montenegro ·
Slovenië ·
Slowakije ·
Sovjet-Unie ·
Spanje ·
Tsjechië ·
Tsjecho-Slowakije ·
Tunesië ·
Turkije ·
Uruguay ·
Venezuela ·
Verenigde Staten ·
Wales ·
Wit-Rusland ·
Zuid-Afrika ·
Zuid-Korea ·
Zweden ·
Zwitserland
Argentinië (1982) · 
Australië (2006) · 
België (2016) · 
België (2021) · 
Brazilië (1970) · 
Brazilië (1982) · 
Brazilië (1994) · 
Costa Rica (2014) · 
Duitsland (2006) · 
Duitsland (2012) · 
Engeland (2012) ·
Engeland (2014) ·
Engeland (2021) ·
Frankrijk (2000) · 
Frankrijk (2006) · 
Frankrijk (2008) · 
Ghana (2006) · 
Hongarije (1938) · 
Ierland (2012) · 
Joegoslavië (1968) · 
Kameroen (1982) · 
Kroatië (2012) · 
Nederland (2008) · 
Nieuw-Zeeland (2010) · 
Oekraïne (2006) · 
Oostenrijk (2021) · 
Paraguay (2010) · 
Peru (1982) · 
Polen (1982, 1) · 
Polen (1982, 2) · 
Roemenië (2008) · 
Spanje (2008) ·
Spanje (2012, 1) ·
Spanje (2012, 2) ·
Spanje (2016) ·
Spanje (2021) ·
Tsjechië (2006) · 
Turkije (2021) · 
Uruguay (2014) · 
Verenigde Staten (2006) · 
Wales (2021) · 
West-Duitsland (1982) · 
Zweden (2016) · 
Zwitserland (2021)
USSF · A-internationals · Selecties · Bondscoaches · Amerikaans vrouwenelftal · Olympisch elftal · USA -21 · USA -20 · USA -19 · USA -18 · USA -17
1885 – 1919 · 
1920 – 1929 · 
1930 – 1939 · 
1940 – 1949 · 
1950 – 1959 · 
1960 – 1969 · 
1970 – 1979 · 
1980 – 1989 · 
1990 – 1999 · 
2000 – 2009 · 
2010 – 2019 ·
2020 − 2029
CA 1993 · 
CA 1995 · 
CA 2007 · 
CA 2016
CC 1992 · 
CC 1999 · 
CC 2003 · 
CC 2009
WK 1930 · 
WK 1934 · 
WK 1950 · 
WK 1990 · 
WK 1994 · 
WK 1998 · 
WK 2002 · 
WK 2006 · 
WK 2010 · 
WK 2014
OS 1904 · 
OS 1924 · 
OS 1928 · 
OS 1936 · 
OS 1948 · 
OS 1952 · 
OS 1956 · 
OS 1972 · 
OS 1984 · 
OS 1988 · 
OS 1992 · 
OS 1996 · 
OS 2000 · 
OS 2008
Algerije ·
Antigua en Barbuda ·
Argentinië ·
Armenië ·
Australië ·
Azerbeidzjan ·
Barbados ·
België ·
Belize ·
Bermuda ·
Bolivia ·
Bosnië en Herzegovina ·
Brazilië ·
Canada ·
Chili ·
China ·
Colombia ·
Costa Rica ·
Cuba ·
Curaçao ·
Denemarken ·
DDR ·
Duitsland ·
Ecuador ·
Egypte ·
El Salvador ·
Engeland ·
Estland ·
Finland ·
Frankrijk ·
Ghana ·
GOS ·
Grenada ·
Griekenland ·
Guatemala ·
Guyana ·
Haïti ·
Honduras ·
Hongarije ·
Ierland ·
IJsland ·
Iran ·
Israël ·
Italië ·
Ivoorkust ·
Jamaica ·
Japan ·
Joegoslavië ·
Kaaimaneilanden ·
Kameroen ·
Koeweit ·
Letland ·
Liechtenstein ·
Luxemburg ·
Malta ·
Marokko ·
Martinique ·
Mexico ·
Moldavië ·
Nederland ·
Nederlandse Antillen ·
Nicaragua ·
Nieuw-Zeeland ·
Nigeria ·
Noord-Ierland ·
Noord-Korea ·
Noord-Macedonië ·
Noorwegen ·
Oekraïne ·
Oezbekistan ·
Oman ·
Oostenrijk ·
Panama ·
Paraguay ·
Peru ·
Polen ·
Portugal ·
Puerto Rico ·
Qatar ·
Roemenië ·
Rusland ·
Saint Kitts en Nevis ·
Saint Vincent en de Grenadines ·
Saoedi-Arabië ·
Schotland ·
Servië ·
Slovenië ·
Slowakije ·
Sovjet-Unie ·
Spanje ·
Thailand ·
Trinidad en Tobago ·
Tsjechië ·
Tsjecho-Slowakije ·
Tunesië ·
Turkije ·
Uruguay ·
Venezuela ·
Wales ·
Zuid-Afrika ·
Zuid-Korea ·
Zweden ·
Zwitserland
Algerije (2010) ·
België (2014) ·
Brazilië (2009, 2) ·
Duitsland (2014) ·
Engeland (2010) ·
Ghana (2006) · 
Ghana (2014) · 
Italië (2006) · 
Nederland (2022) ·
Portugal (2014) ·
Slovenië (2010) ·
Tsjechië (2006)